# Деркульское
Деркульское (укр. Деркульське) — село, относится к Станично-Луганскому району Луганской области Украины.
Население по переписи 2001 года составляло 5 человек. Почтовый индекс — 93620. Телефонный код — 6472. Занимает площадь 0,15 км².

## Местный совет
93620, Луганська обл., Станично-Луганський р-н, с. Чугинка, вул. Шкільна, 4а  (укр.)